# Родионовский (Тульская область)
Родионовский — хутор в Суворовском районе Тульской области в составе Юго-Восточного сельского поселения.

## География
Находится в западной части Тульской области на расстоянии приблизительно 15 км на восток-северо-восток по прямой от города Суворов, административного центра района.

## История
В конце 1930-х годов здесь было отмечено 8 дворов.

## Население
Постоянное население составляло 2 человека (русские 100 %) в 2002 году, 0 в 2010.